# Indische Mythologie

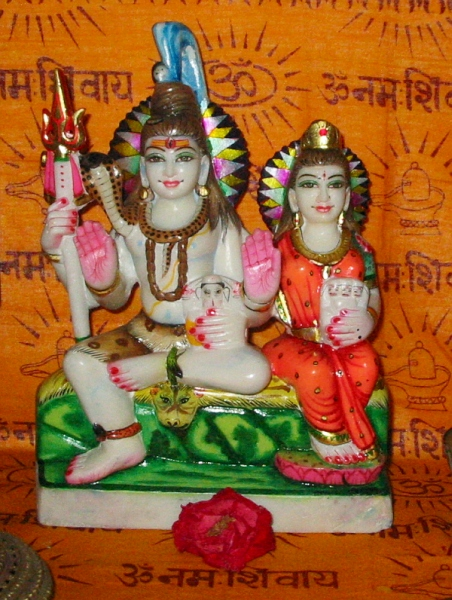
Shiva und seine Gemahlin Parvati
(Statue aus Marmor)

Die indische Mythologie beruht weitgehend auf den Vorstellungen des Hinduismus, jedoch haben auch andere indische Religionen, wie z. B. der Jainismus und die indische Volksreligion, eigene Mythen. Die hinduistische Mythologie lässt sich zurückführen bis auf die Hymnen des Rigveda (ab 1200 v. Chr.), auf die Epen wie das Mahabharata (400 v. Chr. bis 400 n. Chr.) und das Ramayana sowie die Puranas. Der Hinduismus beruht auf der Vorstellung der permanenten Wiedergeburt (Reinkarnation) sowie dem ewigen Kreislauf von Werden und Vergehen (Samsara).

## Götter
Der indische Götterhimmel hat mehrfach Wandlungen durchgemacht: Die alten vedischen Götter wie Indra, Agni und Varuna wurden im Laufe der Zeit durch Shiva, Vishnu und Krishna verdrängt. Shiva findet unter dem Namen Rudra Erwähnung, der zuerst noch als eigenständige Gottheit verehrt und später mit Shiva gleichgesetzt wurde. Vishnu wird zwar schon eigens im Veda erwähnt, hatte aber noch keinen hohen Stellenwert. Krishna war zunächst ein Sohn aus einem Königsmythos und wurde erst seit dem Nationalepos Mahabharata als Vishnus weltliches Ebenbild und achter Avatar verehrt. Er wird auch mit Vishnu gleich gesetzt.
Die Götter manifestieren sich in der irdischen Welt in Form von Inkarnationen (Avatars), um den Dharma (kosmisches Gesetz) zu schützen. Das trifft besonders auf Vishnu zu, der meist in zehn Inkarnationen verehrt wird, wie etwa in den beliebtesten der göttlichen Helden, Rama und Krishna.
Hauptgötter
Die höchsten indischen Götter bilden eine Trimurti (Dreieinigkeit), die das Werden und Vergehen darstellt: Brahma als Schöpfer, Vishnu als Erhalter und Shiva als Zerstörer. Ihre Gattinen sind Sarasvati (Göttin der Weisheit), Lakshmi (Göttin des Glücks) und Parvati, die auch als Durga (eine Allgöttin) oder Kali (die Schwarze) verehrt wird. Ganesha, der beliebte elefantenköpfige Gott, ist der Sohn von Shiva und Parvati, ein weiterer Sohn ist Karttikeya. Maya ist die Göttin der Illusion. Im Shaktismus wird Gott in weiblicher Form (Shakti, Devi) als das Höchste verehrt.
Nebengötter, Reittiere, Dämonen
Neben den Hauptgöttern gibt es auch mythologische Wesen, die gleichfalls von zentraler Bedeutung sind. Ebenso gibt es kosmologische Mythen. Die Reittiere der Hauptgötter haben jeweils eine eigene Mythologie. Für Vishnu ist das Reittier beispielsweise der Garuda, für Shiva der Stier Nandi, für die Göttinnen ist es ein Tiger oder Löwe, Ganesha reitet auf einer Ratte. Die Reittiere symbolisieren die Macht des Gottes in der Welt. Ebenso gibt es auch mythologische Kosmologien, der Berg Meru ist so eines der wichtigsten Mythologeme, der Mythos vom Milchozean und der Ganges spielen gleichfalls eine bedeutsame mythologische Rolle. Von Bedeutung sind auch verschiedene alte Gottheiten (Asuras), die in der Mythologie als Widersacher bekämpft werden, so z. B. Mahishasura, und darum im Laufe der Zeit dämonisiert wurden. Die indische Mythologie kennt aber auch Dämonen der Unterwelt, so z. B. die Rakshasas, die nicht mit den Asuras verwechselt werden dürfen.
In der Volksreligion erscheinen auch lokale Traditionen um Götter, Helden und andere Wesen, Yakshas und Nagas sind hier zu nennen, und in einigen Teilen Indiens spielt das Pferd mythologisch und rituell eine große Rolle. Auch von lokaler Tradition sind unzählige Göttinnen, die nur zu einem Dorf gehören und fast überall vorhanden sind.

## Schriften und Verbreitung
Die am meisten verbreiteten Werke der indischen Mythologie sind das Ramayana, das Mahabharata und die verschiedenen Puranas. Dabei hat jede hinduistische Glaubensrichtung und Schule eigene zentrale Werke, die besonderer Hingabe gepflegt und überliefert werden. So haben die Anhänger des Vishnu und Krishna das Bhagavatapurana, Anhänger der Göttin (Devi) dagegen das Devi Bhagavata und das Devi Mahatmya aus dem Markandeyapurana. In der vedisch-brahmanischen Orthodoxie haben diese Werke zwar nicht den Stellenwert der Veden und Upanishaden, in der Praxis aber sind sie es, die den Gläubigen das gesamte religiöse Wissen vermitteln. Vordergründig erzählen die meist märchenhaften Geschichten von Kampf und Abenteuer der Vorzeit, von Göttern, Helden und Dämonen – von unzähligen menschlichen Schicksalen, für Gläubige dagegen vermitteln die verschiedenen Bedeutungsebenen religiöse Weisheit.
Vieles in diesen Erzählungen scheint der Phantasie entsprungen – im Kern jedoch findet sich auch Historisches: Sie tradieren die Geschichte des Landes sowie der Vorfahren und verherrlichen deren Taten. Mündlich auf dem ganzen indischen Subkontinent durch Jahrhunderte weiter getragen, sind sie noch heute äußerst lebendig. Hörten die Kinder früher bei Eltern und Großeltern die alten Geschichten, so sind es heute Medien wie Film, Fernsehen und vor allem Comics, in denen die mythischen Erzählungen vermittelt werden. Auch die zeitgenössische indische Kunst setzt sich immer wieder mit diesen Werken auseinander.
Außerdem werden Ursprungsmythen von Tempeln und Gottheiten in so genannten sthalamāhātmyas oder auch talapurāṇams beschrieben. Sie erzählen von den mythologischen Ursprüngen, der Installation der Gottheit und loben die Tempelregionen und Pilgerstädte. Die sthalamāhātmyas dienen auch dazu, die Tempel für Pilger attraktiv zu machen und sind Grundlage für Tempelfeste und Rituale.

## Bildsprache
Das Wesen der personal dargestellten Götter ist am besten erkennbar an ihren Attributen; nicht nur was sie in den Händen halten ist wichtig, sondern auch die Handstellung (Mudras) selbst, Begleittiere, Haartracht, Bekleidung und Sitz. Die Ikonographie dieser 'Murtis' ist bis ins Detail in den Puranas festgelegt. Trotzdem sind sie nicht eindeutig erklärbar. Keine Lehre lässt sich daraus ableiten, aber der Verehrer kennt die Botschaft: Die rechte erhobene Hand mit der Innenfläche auf den Verehrer gerichtet, verspricht Schutz und Trost, die Hand nach unten gerichtet, etwa bei Lakshmi, der Göttin des Glücks, ist Ausdruck ihrer Gnade und verspricht spirituelle ebenso wie materielle Geschenke.